# Rioc
Saint Rioc est un saint breton de l'Armorique, ermite puis moine à Landévennec, fêté le 12 février.  

## Hagiographie
Sa vie est peu connue, la source unique étant la Vie des Saints de la Bretagne Armorique d'Albert le Grand.
Vivant au VIe siècle, Rioc, fils du seigneur Élorn, qui possédait un château sur les rives du Dourdon (fleuve côtier qui a pris par la suite le nom d'Élorn) près de La Roche-Maurice, fut sauvé à deux ans des griffes d'un dragon qui s'apprêtait à le dévorer par deux chevaliers originaires de l'île de Bretagne (Grande-Bretagne actuelle) qui rentraient de Terre sainte : Derrien et Néventer. 
Pitre-Chevalier écrit, s'inspirant du récit d'Albert Le Grand : « À la vue du serpent [dragon], Derrien mit pied à terre, mais son cheval s'effraya si fort qu'il se mit à courir à toute bride à travers le pays. Cependant, il avança vers le dragon et, ayant fait le signe de la croix, lui mit son écharpe au col, et le bailla à conduire à l'enfant Riok, lequel le mena jusqu'au château de son père ». Pitre-Chevalier voit dans cette légende  « une  poétique image de la lutte du jeune christianisme contre la vieille idolâtrie  ».
En remerciement, le seigneur Élorn se convertit, avec sa femme et son fils Rioc, au christianisme, et fit construire l'église de Plounéventer. 
Après la mort de sa mère, Rioc se retira près de Camaret où il vécut en ermite « sur un rocher dans la mer, se substantant d'herbes et de petits poissons, vestus d'une simple soutane » pendant quarante et un ans. Saint Guénolé, abbé de Landévennec, lui demanda de le rejoindre en son abbaye. Rioc y finit ses jours en odeur de grande sainteté. 
Le chanoine Thomas qui a annoté pour l'édition de 1901, les travaux d'Albert le Grand mentionne de ne pas confondre le Rioc sujet de cet article avec celui, jeune moine, mentionné dans la vie de saint Guénolé. Lequel aurait ressuscité sa mère avec de l'eau bénite que ce dernier lui avait fourni.
Rioc a été déclaré saint officiellement en 633 par saint Budoc, troisième archevêque de Dol, métropolitain de Bretagne Armorique.

## Ses traces dans la Bretagne actuelle
- Riec-sur-Bélon : le toponyme provient de ri ("roi" en langue bretonne).
- Lanriec, ancienne commune, aujourd'hui quartier de Concarneau.
- La commune de Saint Rieul lui devrait son nom.